# Grand Prix Cycliste de Québec 2022
11. ročník jednodenního cyklistického závodu Grand Prix Cycliste de Québec se konal 9. září 2022 v Kanadě. Vítězem se stal Francouz Benoît Cosnefroy z týmu AG2R Citroën Team. Na druhém a třetím místě se umístili Australan Michael Matthews (Team BikeExchange–Jayco) a Eritrejec Biniam Girmay (Intermarché–Wanty–Gobert Matériaux). Závod byl součástí UCI World Tour 2022 na úrovni 1.UWT a byl dvacátým devátým závodem tohoto seriálu.

## Týmy
Závodu se zúčastnilo všech 18 UCI WorldTeamů, 2 UCI ProTeamy a kanadský národní tým. Alpecin–Deceuninck a Arkéa–Samsic dostaly automatické pozvánky jako nejlepší UCI ProTeamy sezóny 2021,, první jmenovaný tým však svou pozvánku zamítl. Třetí nejlepší UCI ProTeam sezóny 2021, Team TotalEnergies, pak dostal také automatickou pozvánku. Každý tým přijel se sedmi závodníky, na start se tak postavilo 147 jezdců. Do cíle v Québecu dojelo 119 z nich.
UCI WorldTeamy
- AG2R Citroën Team
- Astana Qazaqstan Team
- Bora–Hansgrohe
- Cofidis
- EF Education–EasyPost
- Groupama–FDJ
- Ineos Grenadiers
- Intermarché–Wanty–Gobert Matériaux
- Israel–Premier Tech
- Lotto–Soudal
- Movistar Team
- Quick-Step–Alpha Vinyl
- Team Bahrain Victorious
- Team BikeExchange–Jayco
- Team DSM
- Team Jumbo–Visma
- Trek–Segafredo
- UAE Team Emirates

UCI ProTeamy
- Arkéa–Samsic
- Team TotalEnergies

Národní týmy
- Kanada

## Výsledky
| Pořadí | Jezdec                      | Tým                                | Čas        |
| ------ | --------------------------- | ---------------------------------- | ---------- |
| 1      | Benoît Cosnefroy (FRA)      | AG2R Citroën Team                  | 4h 46' 56" |
| 2      | Michael Matthews (AUS)      | Team BikeExchange–Jayco            | + 4"       |
| 3      | Biniam Girmay (ERI)         | Intermarché–Wanty–Gobert Matériaux | + 4"       |
| 4      | Wout van Aert (BEL)         | Team Jumbo–Visma                   | + 4"       |
| 5      | Iván García Cortina (ESP)   | Movistar Team                      | + 4"       |
| 6      | Mikkel Frølich Honoré (DEN) | Quick-Step–Alpha Vinyl             | + 4"       |
| 7      | Adam Yates (GBR)            | Ineos Grenadiers                   | + 4"       |
| 8      | Alberto Bettiol (ITA)       | EF Education–EasyPost              | + 4"       |
| 9      | Diego Ulissi (ITA)          | UAE Team Emirates                  | + 4"       |
| 10     | Warren Barguil (FRA)        | Arkéa–Samsic                       | + 4"       |